# Aciotis purpurascens
Aciotis purpurascens är en tvåhjärtbladig växtart som först beskrevs av Jean Baptiste Christophe Fusée Aublet, och fick sitt nu gällande namn av José Jéronimo Triana. Aciotis purpurascens ingår i släktet Aciotis och familjen Melastomataceae. Inga underarter finns listade i Catalogue of Life.